# Costa-Gavras
Konstantinos Gavras, mais conhecido como Costa-Gavras, em grego Κώστας Γαβράς, (Lutrá Iréas, Arcádia, 12 de fevereiro de 1933) é um cineasta grego, naturalizado francês, que se notabilizou  por seus filmes de denúncia política e, mais recentemente, de ficção social.

## Biografia
Costa-Gavras nasceu no vilarejo de Lutra Iréas (em grego λουτρά Ηραίας), na península do Peloponeso, tendo completado os estudos secundários em Atenas. Seu pai, que era um antimonarquista, juntou-se às forças de esquerda contra os nazistas na invasão e ocupação à Grécia durante a Segunda Guerra Mundial e na Guerra civil grega (1945-1949), que eclodiou na sequência da retirada das tropas nazistas da Grécia. Terminada a guerra civil com a derrota das forças de esquerda lideradas pelo Partido Comunista Grego., os militantes da esquerda sofreram uma repressão fortíssima Como resultado seu pai perdeu o emprego de coletor de impostos em Atenas e foi preso e Costa Gavras foi impedido de ingressar na Universidade e de viajar aos Estados Unidos para estudar cinema. Em 1954 deixou a Grécia para estudar Literatura na Sorbonne, em Paris.
Interrompeu seus estudos em 1956, para se inscrever no Instituto de Altos Estudos Cinematográficos  (IDHEC), iniciando sua carreira no cinema. Em seguida atuou como assistente de diretores como René Clair, Yves Allegret, René Clement, Marcel Ophuls, Jacques Demy. Henri Verneuil, e Jean Becker.
Ganhou destaque no cenário internacional com o filme Z, de 1969, baseado no livro homônimo escrito por Vassilis Vassilikos, que denunciava o acobertamento das investigações do assassinato do político grego Grigoris Lambrakis em 1963. O filme venceu o Oscar e o Globo de Ouro de melhor filme estrangeiro.
Foi nomeado presidente da Cinemateca Francesa em 1981 e novamente em 2007.
Costa-Gavras é adepto de um cinema político, tendo feito muitos filmes sobre as ditaduras, também na América Latina, dentre os quais um dos seus mais famosos, Desaparecidos, Um Grande Mistério (Missing), de 1982, que aborda a ditadura de Pinochet no Chile.
No final dos anos 80 o cineasta mudou-se para os Estados Unidos após o criticado Um Homem, Uma Mulher, Uma Noite, de 1979. Seu antepenúltimo filme, "Amém", de 2002, criou polêmica ao retratar a relação da Igreja Católica com o Nazismo. Seu penúltimo filme, de 2005, foi "O Corte", cuja temática é o desemprego e a concorrência no mercado de trabalho, o seu último filme foi "O capital" 2012 cuja temática é o capitalismo na sua essência, o filme retrata grandes corporações e corrupções no mercado de capital.
Sua filha, Julie Gavras, é também cineasta.

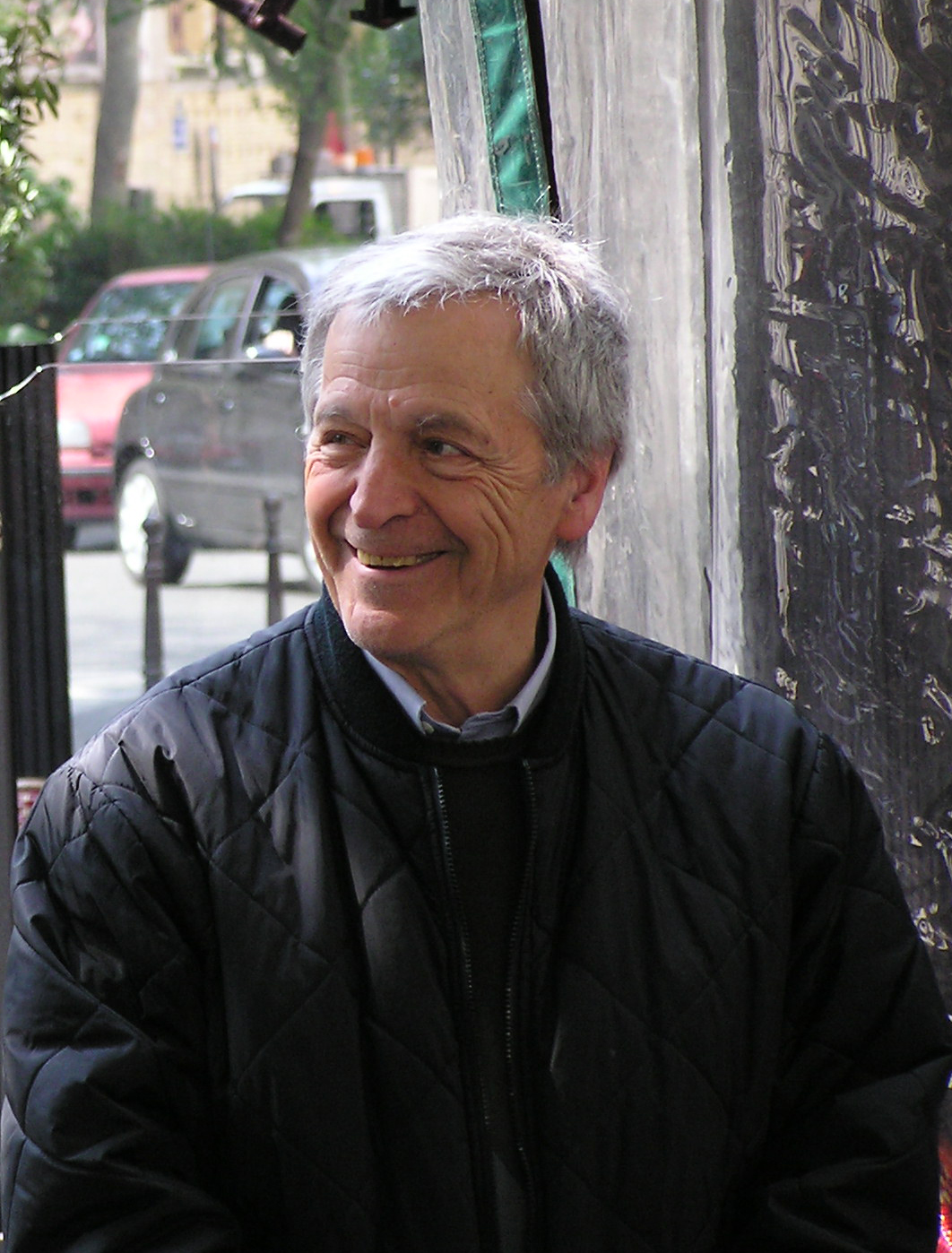
Costa-Gavras, no mês de abril 2008, para o filme Eden à l'Ouest

## Filmografia
- Le Capital - 2012
- 'Eden à l'Ouest - 2009
- Le couperet (O Corte) - 2005
- Amen. - 2002
- Mad City (O Quarto Poder) - 1997
- La petite apocalypse - 1993
- Music Box (Muito mais que um crime) - 1989
- Betrayed (Atraiçoados) - 1988
- Conselho de Família - 1986
- Hanna K. - 1983
- Missing (Desaparecido, um Grande Mistério) - 1982
- Clair de femme (Um Homem, uma Mulher, uma Noite) - 1979
- Séction spéciale (Seção Especial de Justiça) - 1975
- État de siège (Estado de Sítio) - 1972
- L'aveu (A Confissão) - 1970
- Z - 1968
- Un homme de trop (Um Homem a Mais - Tropa de Choque) - 1967
- Compartiment tueurs (Crime no Carro Dormitório) - 1965

## Prémios e nomeações
- Recebeu uma nomeação ao Óscar, na categoria de Melhor Realizador, por "Z" (1969).
- Recebeu duas nomeações ao Óscar, na categoria de Melhor Argumento Adaptado, por "Z" (1969) e "Missing" (1982). Venceu em 1982.
- Recebeu uma nomeação ao Globo de Ouro, na categoria de Melhor Realizador, por "Missing" (1982).
- Recebeu uma nomeação ao Globo de Ouro, na categoria de Melhor Argumento, por "Missing" (1982).
- Recebeu uma nomeação ao BAFTA, na categoria de Melhor Realizador, por "Missing" (1982).
- Recebeu duas nomeações ao BAFTA, na categoria de Melhor Argumento, por "Z" (1969) e "Missing" (1982). Venceu em 1982.
- Recebeu uma nomeação ao César, na categoria de Melhor Filme, por "Clair de femme" (1979).
- Recebeu uma nomeação ao César, na categoria de Melhor Realizador, por "Clair de femme" (1979).
- Ganhou a Palma de Ouro, no Festival de Cannes, por "Missing" (1982).
- Ganhou o prémio de Melhor Diretor, no Festival de Cannes, por "Section spéciale" (1975).
- Ganhou o Prémio do Júri, no Festival de Cannes, por "Z" (1969).
- Ganhou o Urso de Ouro, no Festival de Berlim, por "Music Box " (1989).